# Jean-Baptiste Ventura
Pour les articles homonymes, voir Ventura.
Jean-Baptiste Ventura, ou Rubino Ventura (ou Rubino ben Torah), né en mai 1794 à Finale Emilia et mort le 3 avril 1858 à Toulouse, est un militaire et mercenaire italien. Au Pendjab, il participe à la réorganisation de l'armée de Ranjît Singh, dont il devient l'un des généraux, et effectue des fouilles archéologiques dans le Peshawar, mettant au jour des trésors monétaires.

## Biographie

### Identités
Quatrième fils de Gamaliele (ou Gabriele) et de Vittoria Massarani, Reuben ou Roven (Rubino en est la forme italianisée), naît le 23 ou le 25 mai 1794 dans le quartier juif de  Finale Emilia en Italie,,. Le patronyme Ventura (italianisé de ben Torah) est celui qu'il utilise comme signature. Son dossier de Légion d'honneur est au nom de Ventura de Mandy, et donne Lardenne (Haute-Garonne) pour lieu de son décès, le 3 avril 1858. Après 1840 et une victoire dans la province de Mandi, il est parfois appelé de comte de Mandy. Il change son prénom pour Jean-Baptiste vers 1820, peut-être pour accréditer une fausse identité catholique et française, à laquelle il attribue un passé glorieux.

### Périodes militaires
En 1811, le royaume d'Italie est sous tutelle napoléonienne, et Ventura décide de s'enrôler dans l'armée du royaume où, remarqué pour sa valeur, il obtient rapidement le grade d'officier. Avec la chute de Napoléon, la garde impériale est dissoute en 1814, et Ventura rentre dans son pays. Pendant deux ans, il se consacre à des études, notamment d'histoire et de langue.
Avec le traité de Fontainebleau (1814), l'Italie n'est plus sous tutelle française. Ventura se fait remarquer pour ses sympathies pour Napoléon, et est surveillé par la police. En janvier 1817, il obtient un passeport pour quitter le pays. Il embarque à Livourne ou Trieste, et se rend à Constantinople,.

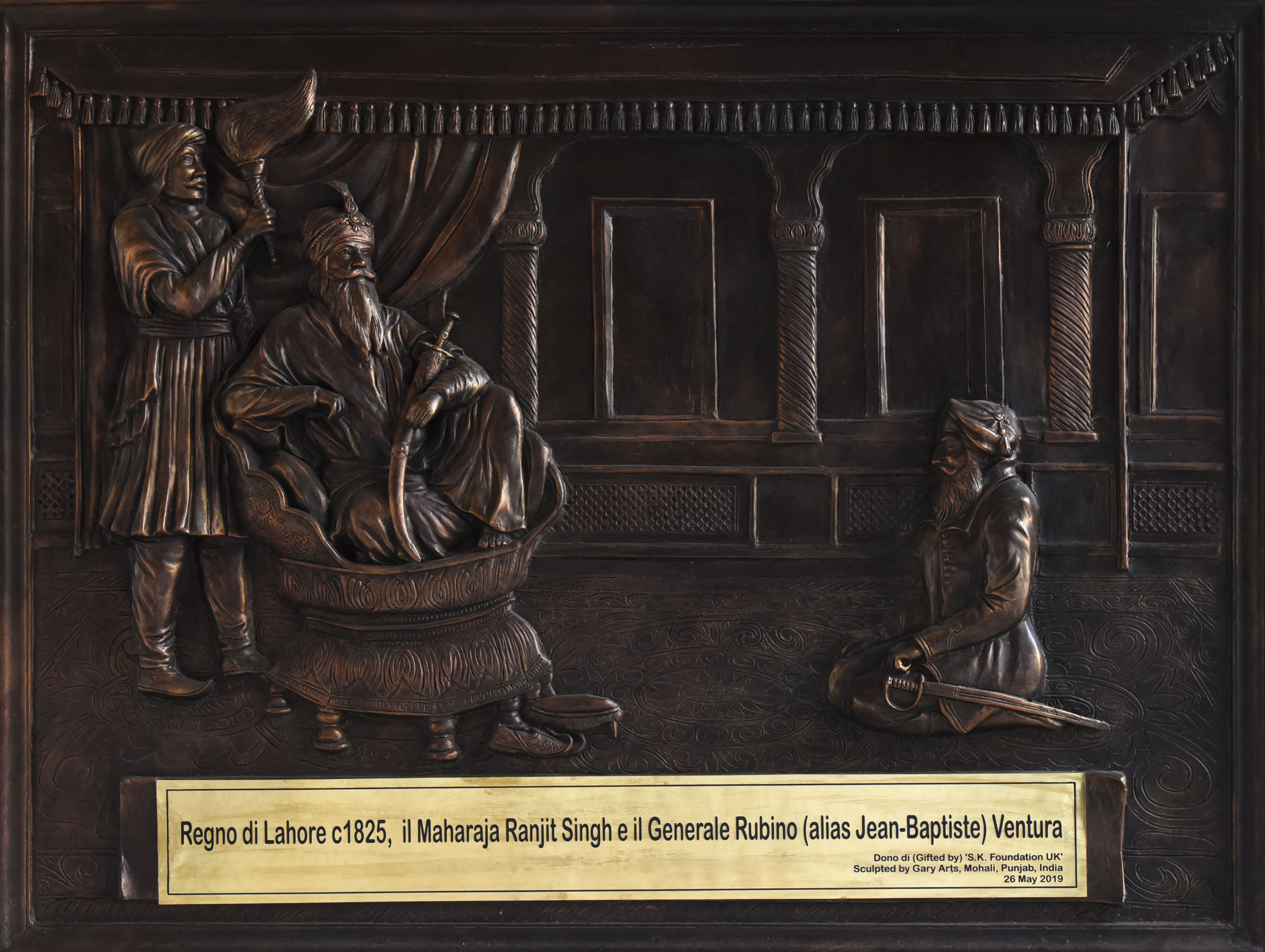
Rubino Ventura et Ranjît Singh à Lahore en 1825 (plaque commémorative à Finale Emilia)

En 1801, Ranjît Singh succède à son père comme maharaja du Pendjab. Soucieux que son armée soit formée selon des méthodes d'exercice et de manœuvre européennes, il engage Ventura et Jean-François Allard en 1822. En 1823, les deux hommes s'illustrent dans la bataille de Nowshera. Ventura prend le commandement du Fauj-i-Khas (en), une brigade royale qui en 1826 comporte plus de 10 000 hommes, et plusieurs régiments d'infanterie et de cavalerie. Il obtient rapidement le grade de colonel, puis en 1836 de général.
En 1836, le gouvernement français reconnaît les mérites de cet ancien officier de l'Empire, et Ventura est fait Chevalier de la Légion d'honneur,. Il sera ensuite promu Commandeur en 1838, puis Grand officier en 1842.

### Fouilles archéologiques
À partir de 1830, Ventura effectue des fouilles archéologiques, et met notamment au jour plusieurs pièces et médailles. Plusieurs de ses trouvailles seront acquises par le British Museum, dont certaines sont extraites de la coupole de Mankiala, un stūpa monumental à 30 km de Rawalpindi. De retour en France en 1834, Allard offre au roi Louis-Philippe « la splendide collection de monnaies dite de Ventura » contenant « 328 pièces d'or, d'argent et de bronze, dont 26 gréco-bactriennes et indo-grecques ».